# Emerich Dembrovschi
Emerich Dembrovschi (6 de outubro de 1945) é um ex-futebolista romeno que competiu na Copa do Mundo de 1970.
Dembrovschi, nascido a 6 de outubro de 1945, foi um jogador e treinador húngaro-romeno. Emmerich começou por jogar em divisões mais baixas da Roménia, nos clubes Foresta Sighet e Victoria Roman, sendo em 1967 transferido para o SC Bacău, uma das maiores equipas romenas, comandado por Constantin Teașcă, ajudando a equipa, na época seguinte, a atingir a Divizia A, a mais alta liga romena.

## Carreira Internacional
No dia 27 de Outubro de 1967, Emmerich estreou-se contra Portugal, numa derrota sobre 3-0 nos Qualificadores para o mundial de 1970, onde viria a marcar o golo do empate contra a Grécia, o que fez com que a Roménia alcançasse a fase de grupos desse mesmo mundial. Emmerich Destacou-se também por marcar um golo de cabeça frente ao Brasil de Pelé.

## Estatísticas
Em 398 jogos Emmerich marcou 114 golos, sendo desses 398 jogos 27 pela seleção e desses 114 golos 9 foram pela seleção

## Vida pessoal
Emmerich reside numa vila no norte de Maramureș, um județ (distrito) no norte da Roménia .